# وینئا

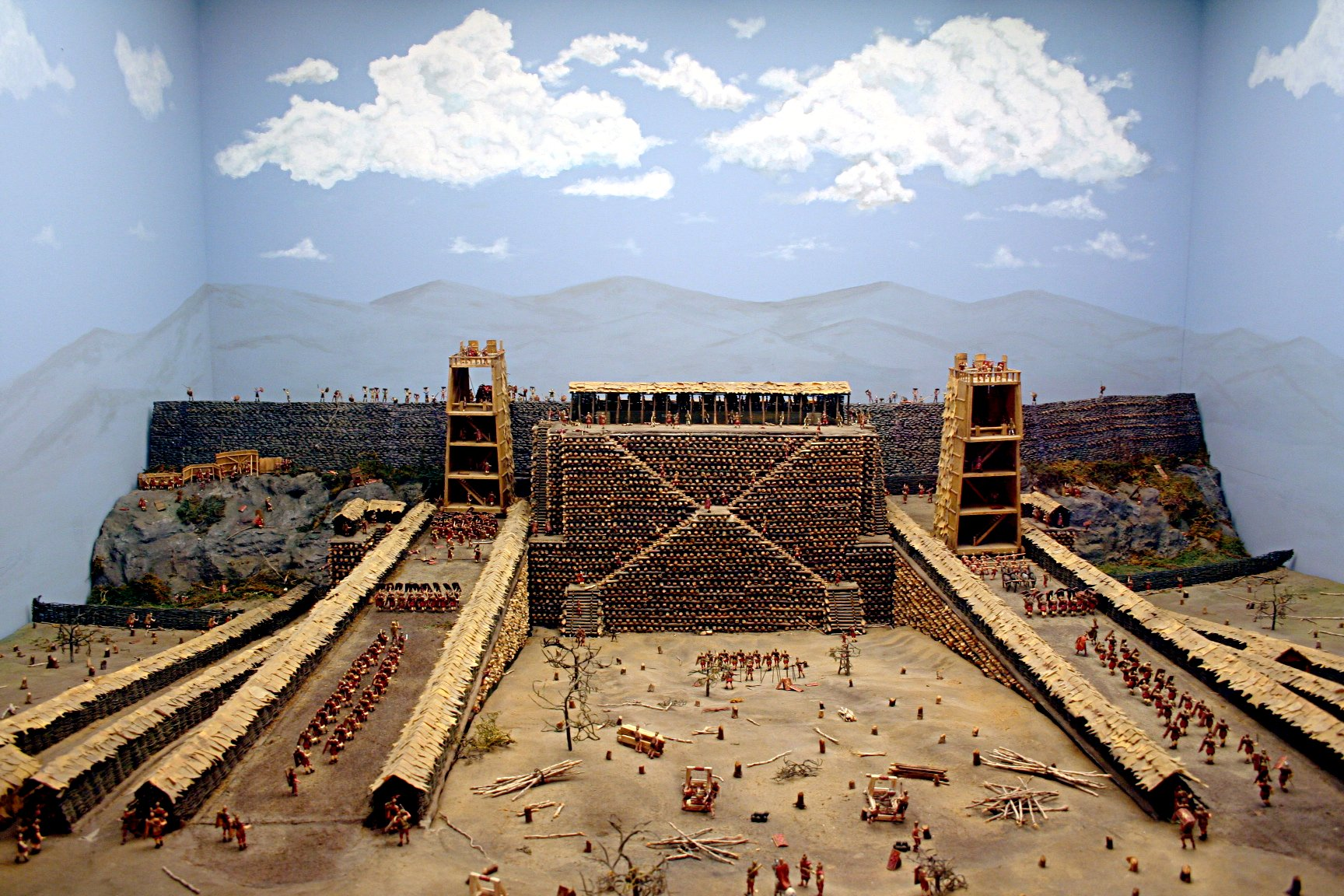
در این نقاشی از محاصره آواریکوم، کاربرد وینئاها به‌خوبی معلوم است، که یکی پس از دیگری پشت‌سرهم قرار گرفته‌اند و تونلی طویل تا پای دیوار دشمنِ محاصره‌شده ایجاد کرده‌اند.

وینئا (به لاتین: Vinea) یک وسیله محاصره‌ای بود که چنان‌که وگتیوس نقل می‌کند، یک سایبان متحرک با ارتفاع حدود ۷ پا (رومی)، عرض ۸ پا و طول ۱۶ پا بود و در جناحین خود از حصیر ساخته شده‌بود. می‌توانستند تعداد زیادی از اینان را به‌یکدیگر پیوند بزنند تا یک کریدور محافظت شده و بسته بسازند و با آن از سربازانی که به دیوارهای دشمن نزدیک می‌شوند مراقبت کنند. نقطه ضعف آن همانا خطر آتش‌سوزی بود، یعنی هنگامی‌که محاصره‌شدگان از دیوارهای خود مواد قابل‌احتراق به‌پائین پرتاب می‌کردند. برای آن‌که تاحدودی بر این خطر فائق آیند، اغلب وینئاها را با پوست یا پتوهای مرطوب می‌پوشاندند. تیرهای عمودی تیزی در آن قرار داشتند که در زمین فرومی‌رفتند تا کسانی که آن را حمل می‌کنند بتوانند استراحت کنند.

## تاریخچه
تیتوس لیویوس، صاحب کتاب از پیدایش روم، نقل می‌کند که رومیان در جریان تصرف شهر سوئسا پومتیا از این وسیله استفاده کردند که البته طعمه‌ی حریق شد. نیز در طول محاصره سائونتو (در خلال دومین جنگ کارتاژ) در سال ۲۱۹ پیش از میلاد کارتاژی‌ها از همین وسیله استفاده‌کردند، یعنی هنگامی‌که هانیبال ناچار شد برای حفاظت از سربازان خود در برابر پرتاب‌های متوالی رومیان حفاظت کند و یک دژکوب تازه به دیوارهای شهر نزدیک کند. یا در طول محاصره آواریکوم در سال ۵۲ پیش از میلاد در خلال جنگ‌های گالی، هنگامی‌که نیروهای جمهوری روم تحت امر ژولیوس سزار موفق شدند قوم گالیایی بیتوریگ‌ها را شکست دهند. همچنین سالوستیوس نیز به بهره‌گیری از وینئاها در جنگ ژوگورتی اشاره کرده‌است.